# Rogeria tonduzi
Rogeria tonduzi är en myrart som beskrevs av Auguste-Henri Forel 1899. Rogeria tonduzi ingår i släktet Rogeria och familjen myror. Inga underarter finns listade i Catalogue of Life.